# 管理規約
この項目では、マンション等の管理規約について記述しています。
管理規約（かんりきやく）は、区分所有された建物（マンション等）の管理組合の根本規約をいう。英語には、management bylaw と訳される。日本におけるマンションの場合、国土交通省の「マンション標準管理規約（単棟式）」では、「○○マンションの管理又は使用に関する事項を定めることにより、区分所有者の共同の利益を増進し、良好な住環境を確保することを目的とする」とされている（第1条）。

## 概要
日本の建物の区分所有等に関する法律（通称:区分所有法）は、同法に定めるものの他、建物、敷地、付属施設の管理または使用に関する区分所有者相互間の事項を「規約で定めることができる」とし、区分所有者間の利害の衡平を図られることを求めている（第30条）。この規約が通常「管理規約」と呼ばれる。この効力は、区分所有者全員に加え、特定承継人（譲受人）等にも及び、建物等の使用方法に関する事項については、専有部分の占有者にも及ぶ（同法第46条）。
区分所有法は、集会決議成立要件等一部の事項については、規約で法の規定と異なることを定めても無効とすること（強行規定）も定めている。
管理規約の内容は、マンション等の経済価値に大きく影響するものである。
国土交通省は、「マンション標準管理規約」を作成、公表しており、個々のマンションにおいては、これに準拠し、個々のマンション対応の事項を付け加えることが推奨されている。

### マンション標準管理規約
マンション標準管理規約とは、国土交通省によって、管理組合が、各マンションの実態に応じて、管理規約を制定、変更する際の参考として作成されたものである。対象としているものは、一般分譲のマンションで、住居専用の単棟型、複合用途型、団地型の各タイプが定められ、各住戸の床面積等が均質のものもバリエーションのあるものも含められている。

ここでは専有部分と共用部分の範囲や管理組合の位置づけなどが含まれて定義されており、共同生活の細かいルールや駐車場の利用方法などは使用細則に盛り込まれることとされている。なお、区分所有法でいう、組合の集会は、ここでは「総会」と呼ばれている。
第1章 総則（第1条 - 第6条）
第2章 専有部分等の管理（第7条 - 第8条）
第3章 敷地及び共用部分等の共有（第9条 - 第11条）
第4章 用法（第12条 - 第19条）
第5章 管理（第20条 - 第29条）
第1節 総則
第2節 費用の負担
第6章 管理組合（第30条 - 第55条）
第1節 組合員
第2節 管理組合の業務
第3節 役員
第4節 総会
第5節 理事会
第7章 会計（第56条 - 第65条）
第8章 雑則（第66条 - 第71条）
附則
この作成にあたり、国土交通省は、マンションが重要な居住形態となっていること、具体的な住まい方のルールを定めることの重要性、マンションを社会的資産としてその資産価値を保全することへの社会的要請、を挙げている。
この標準管理規約の原形は、建設省時代に作成されていた「中高層共同住宅標準管理規約」で、国土交通省に移管された後に複合用途型、団地型の作成（1997年）、名称を「マンション標準管理規約」に変更するなどの改正（2004年）を経ている。

## 設定・変更
設定、変更、廃止にあたっては、管理組合の集会の特別決議（組合員総数の4分の3以上及び議決権総数の4分の3以上の議決）を経る必要がある（同法第31条）。
新規分譲時においては、分譲会社等が原始規約案を作成し、それを買主が売買時等に承認し、区分所有者全員の合意（区分所有法第45条）があったものとすることが行われることがある。また、分譲会社のように最初に専有部分の全てを所有する者は、一定の事項に限り単独で公正証書による規約を設定することができる。

## 規約の保管・閲覧
規約の保管は、管理組合に管理者が設置されている場合は管理者が行い、設置されていない場合は、規約または集会の決議で保管する者を定める。保管する者は、保管場所を当該建物のわかりやすい場所に掲示しなければならず、利害関係者から閲覧の請求があった場合は、正当な理由がない限り、これを拒んではならない（区分所有法第33条）。管理者等がこれらに違反した場合は、罰則（過料）規定がある（同法第71条）。

### 規約原本
マンション標準管理規約第72条では、制定時に区分所有者全員が書面に記名押印又は電磁的記録に電子署名した規約を1通作成し、これを規約原本とするものとされている。その後の総会決議による変更があったときは、管理組合理事長は、1通の書面又は電磁的記録に、現に有効な規約の内容と、その内容が規約原本及び規約変更を決議した総会の議事録の内容と相違ないことを記載又は記録し、署名押印又は電子署名した上で、この書面又は電磁的記録を保管するものとされている。区分所有者全員が記名押印等した規約がない場合は、分譲時の規約案及び分譲時の区分所有者全員の規約案に対する合意を証する書面又は初めて規約を制定した際の総会の議事録が、規約原本の機能を果たすこととなる。

## マンションの取引における重要性
上記のとおり、管理規約では、専有部分の範囲、共用部分の利用関係などの規定により区分所有者の所有、利用できる範囲が決められ、用法、管理等に関する規定で利便性、管理の状況等が左右される。したがって、マンションの経済価値への影響が大きいため、マンションの不動産鑑定評価においても、管理規約は必須の資料とされている。こうした重要性から、マンションの取引に際しては、宅地建物取引業法に基づく重要事項説明では、マンションの規約について説明の対象とされているものに、a.共用部分に関する規約の定め（その案を含む）があるときは、その内容、b.専有部分の用途その他の利用の制限に関する規約の定め（その案を含む）があるときは、その内容、c.当該一棟の建物またはその敷地の一部を特定の者にのみ使用を許す旨の規約の定め（その案を含む）があるときは、その内容、d.当該一棟の建物の計画的な維持修繕のための費用、通常の管理費用その他の当該建物の所有者が負担しなければならない費用を特定の者にのみ減免する旨の規約の定め（その案を含む）があるときは、その内容、e.当該一棟の建物の計画的な維持修繕のための費用の積立てを行う旨の規約の定め（その案を含む）があるときは、その内容、がある。